# Patrulla ASPA
Patrulla ASPA – grupa akrobacyjna Hiszpańskich Sił Powietrznych, która powstała w bazie wojskowej Base Aérea de Armilla w Armilla. Grupa powstała w 2003, dlatego jej historia nie jest bogata. Piloci grupy latają na lekkich śmigłowcach wielozadaniowych Eurocopter Colibri, pomalowanych w narodowe barwy Hiszpanii. Grupa prezentuje się w składzie 5 maszyn, dodatkowa 1 stanowi rezerwę. Piloci dawali pokazy swoich możliwości w: Hiszpanii, Portugalii, Francji, Holandii, Belgii, Wielkiej Brytanii, Niemczech oraz w Polsce podczas Air Show w Radomiu w 2015 roku.

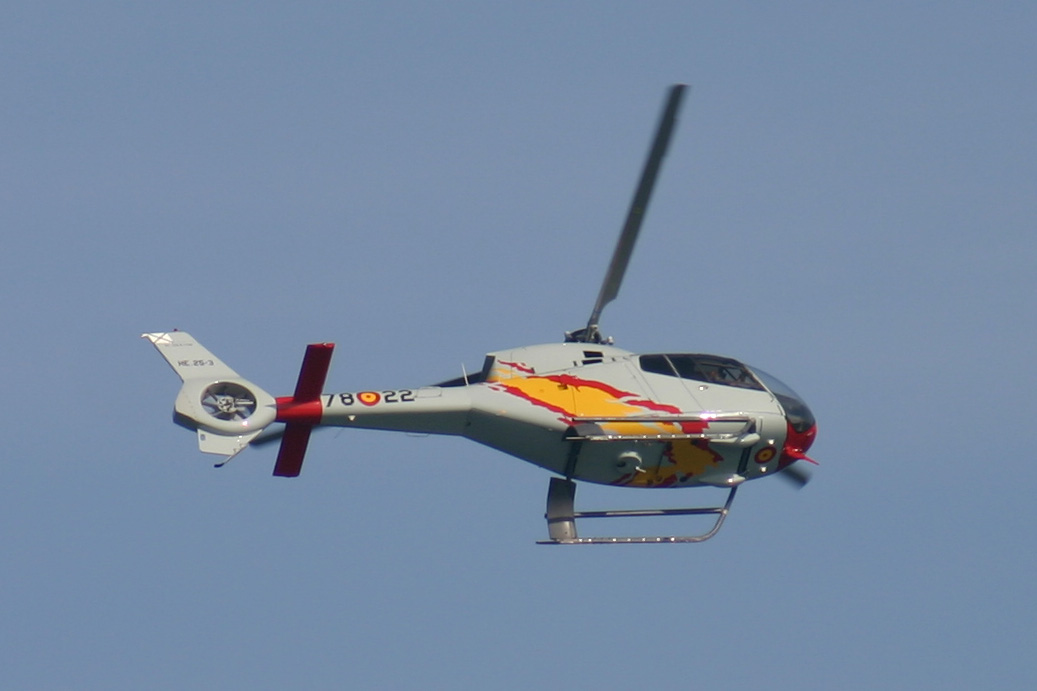
Eurocopter Colibri w barwach Patrulla ASPA